# Gevallen engel

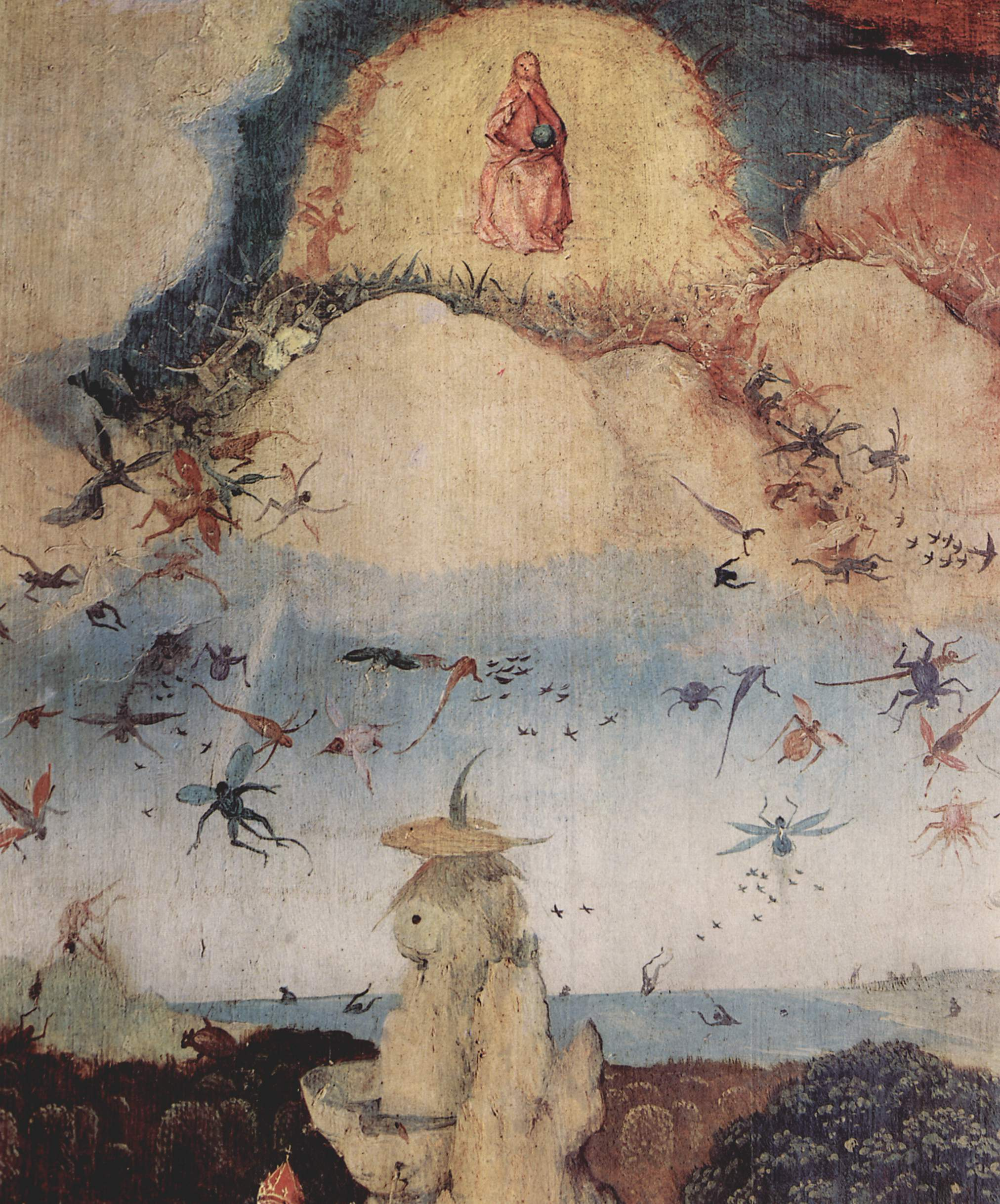
De val van de opstandige engelen - linkerluik van de Hooiwagen-drieluik van Jheronimus Bosch, ca. 1500

Gevallen engelen zijn in Abrahamitische religies engelen die uit de hemel werden verbannen. De term komt niet voor in de Hebreeuwse Bijbel, het Nieuwe Testament of de Koran, maar wordt gebruikt om engelen aan te duiden die uit de hemel werden geworpen of hadden gezondigd.

## Jodendom
De idee van gevallen engelen is ontleend aan het Eerste boek van Henoch, een joodse pseudepigraaf, of aan de aanname dat de "zonen van God" (Hebreeuws: בני האלוהים, bne elohim) in Genesis 6:1–4 engelen aanduiden. In de periode direct voor het ontstaan van het Nieuwe Testament was de aanname van sommige joodse sektes dat de uitdrukking "zonen van God" inderdaad engelen aanduidde. In de geschriften van Henoch wordt de idee aangetroffen van een onwettige relatie tussen engelen en vrouwen, waaruit reuzen werden geboren: de nefilim. In 2 Henoch 18 worden deze gevallen engelen de Grigori genoemd.
Gedurende de late periode van de Tweede tempel werden demonen niet beschouwd als de gevallen engelen zelf, maar als hun monsterlijke nakomelingen. Volgens deze interpretatie hadden gevallen engelen gemeenschap met menselijke vrouwen, waardoor de Bijbelse reuzen geboren werden. Om de wereld te zuiveren van deze wezens zond God de zondvloed, waarin hun lichamen werden vernietigd. Hun onstoffelijke delen bleven echter bestaan, die vervolgens als demonen op de aarde rondwaarden.
Het rabbijns jodendom na de derde eeuw verwierp de geschriften van Henoch en de ideeën daarin over de gevallen engelen en de reusachtige nefilim.

## Christendom

### Nieuwe Testament
Volgens het Nieuwe Testament zei Jezus: "Ik heb Satan als een lichtflits uit de hemel zien vallen!" (Lucas 10:18). En volgens de parabel van de schapen en bokken zou tegen de bokken gezegd worden: "Jullie zijn vervloekt, verdwijn uit mijn ogen naar het eeuwige vuur dat bestemd is voor de duivel en zijn engelen" (Matteüs 25:41). In de synoptische evangeliën wordt Satan als leider van de demonen aangeduid.
Paulus schreef: "Weet u niet dat wij engelen zullen oordelen?" (1 Korintiërs 6:3) hiermee implicerend dat er slechte engelen bestaan. In de katholieke brieven wordt gesproken over "engelen die gezondigd hadden" en in Tartaros hun oordeel afwachten (2 Petrus 2:4) en met een vergelijkbare strekking over "engelen die hun oorspronkelijke positie ontrouw werden en hun toegewezen plaats verlieten"; zij worden gevangen gehouden in de onderwereld (Judas 1:6).
In de apocalyptische Openbaring van Johannes wordt een oorlog in de hemel beschreven tussen Michaël en zijn engelen en de draak (die als duivel en Satan werd geïdentificeerd) en zijn engelen. "De draak en zijn engelen boden tegenstand, maar werden verslagen; sindsdien is er in de hemel geen plaats meer voor hen. De grote draak werd op de aarde gegooid. ... Samen met zijn engelen werd hij op de aarde gegooid" (Openbaring 12:7-9).

### Vroege traditie
Hoewel de gevallen engelen nergens in het Nieuwe Testament worden gelijkgesteld aan demonen, concludeerden vroege exegeten door het combineren van de verschillende verwijzingen naar Satan, de duivel en engelen dat gevallen engelen demonen waren en Satan hun leider. Veel christelijke kerkvaders namen de idee over dat de uitdrukking "zonen van God" in Genesis 6:1-4 engelen aanduidde. Christelijke leiders na de derde eeuw verwierpen, net als het rabbijns jodendom, de geschriften van Henoch en de idee van een onwettige relatie tussen engelen en vrouwen, waaruit reuzen werden geboren: de nefilim. Volgens de christelijke doctrine begon de zonde van de gevallen engelen vóór het begin van de menselijke geschiedenis. De gevallen engelen werden vervolgens geïdentificeerd als de engelen die door Satan werden geleid in hun opstand tegen God en gelijkgesteld aan demonen. 
Origenes en andere christelijke schrijvers zagen een verband tussen de gevallen morgenster in Jesaja 14:12 in de Hebreeuwse Bijbel en Jezus' uitspraak dat hij Satan als een lichtflits uit de hemel zag vallen (Lucas 10:18) en de passage van de val van Satan in Openbaring 12:7-9. De Latijnse aanduiding Lucifer, die eind 4e eeuw werd geïntroduceerd in de Vulgaat, werd na enige tijd beschouwd als de naam van een gevallen engel.
In de christelijke traditie werd Satan niet alleen gelijkgesteld met de morgenster in Jesaja 14:12, maar ook met de veroordeelde koning van Tyrus, waarover werd gesproken als een "cherub" (Ezechiël 28:11-19). De kerkvaders zagen een of andere samenhang tussen deze twee passages, een interpretatie die weerklinkt in sommige apocriefen van het Nieuwe Testament en pseudepigrafsche werken. Echter, "geen modern evangelisch commentaar op Jesaja of Ezechiël ziet Jesaja 14 of Ezechiël 28 als een bron van informatie over de val van Satan".

## Islam
In de islam is het concept van gevallen engelen omstreden.